# مارك ارين
مارك ارين (بالإنجليزية: Mark Warren)‏ (12 نوفمبر 1974 في المملكة المتحدة - ) هو لاعب كرة قدم بريطاني في مركز الدفاع. لعب مع أكسفورد يونايتد وكولتشستر يونايتد ونادي ساوثيند يونايتد ونادي ليتون أورينت ونوتس كاونتي ونادي كينغز لين ونادي سودبوري ونادي فيشر أثليتيك.

## وصلات خارجية
- مارك ارين على موقع قاعدة بيانات كرة القدم.إي يو (الإنجليزية)
- مارك ارين على موقع Soccerbase.com (لاعب) (الإنجليزية)